# Palaeanodonta
De Palaeanodonta zijn een orde van uitgestorven verwanten van de schubdierachtigen behorend tot de Pholidotamorpha. De dieren uit deze groep waren gravende insectivoren en leefden van het Midden-Paleoceen tot Vroeg-Oligoceen in Noord-Amerika, Europa en oostelijk Azië.

## Anatomie

### Schedel
Palaeanodonten hebben over het algemeen lage en caudaal brede schedels, met opmerkelijke lambdoïde kruinen en opgezette bullae en squamosalen.

### Gebit
Ondanks de naam van de groep en in tegenstelling tot hun schubdierachtige verwanten, is bekend dat palaeanodonten tanden hadden. Vroege palaeanodonten behielden minimale tribosfenische postcaninen, terwijl latere soorten pinachtige of anderszins verminderde molaire kronen hadden. Velen hadden ook grote, kenmerkende knobbels.

## Classificatie

### Traditionele classificatie
- Orde: Palaeanodonta (Matthew, 1918) (stam-pangolins)
  - Familie: Epoicotheriidae (Simpson, 1927)
  - Familie: Escavadodontidae (Rose & Lucas, 2000)
  - Familie: Metacheiromyidae (Wortman, 1903)
  - Incertae sedis:
    - Arcticanodon (Rose, 2004)
    - Melaniella (Fox, 1984)

### Herziene classificatie
- Orde: Palaeanodonta (Matthew, 1918) (stam-pangolins)
  - Familie: Epoicotheriidae (Simpson, 1927)
    - Genus: †Alocodontulum (Rose, 1978)
      - Alocodontulum atopum (Rose, 1977)

    - Amelotabes (Rose, 1978)
      - Amelotabes simpsoni (Rose, 1978)

    - Auroratherium (Tong & Wang, 1997)
      - Auroratherium sinense (Tong & Wang, 1997)

    - Dipassalus (Rose, 1991)
      - Dipassalus oryctes (Rose, 1991)

    - Tubulodon (Jepsen, 1932)
      - Tubulodon taylori (Jepsen, 1932)

    - Onderfamilie: Epoicotheriinae (Simpson, 1927)
      - Pentapassalus (Gazin, 1952)
        - Pentapassalus pearcei (Gazin, 1952)
        - Pentapassalus woodi (Guthrie, 1967)

      - Tetrapassalus (Simpson, 1959)
        - Tetrapassalus mckennai (Simpson, 1959)
        - Tetrapassalus proius (West, 1973)
        - Tetrapassalus sp. A [AMNH 10215] (Rose, 1978)
        - Tetrapassalus sp. B (Robinson, 1963)

      - (niet gerangschikt): Epoicotherium/Xenocranium clade
        - Epoicotherium (Simpson, 1927)
          - Epoicotherium unicum (Douglass, 1905)

        - Molaetherium (Storch & Rummel, 1999)
          - Molaetherium heissigi (Storch & Rummel, 1999)

        - Xenocranium (Colbert, 1942)
          - Xenocranium pileorivale (Colbert, 1942)

  - Familie: Ernanodontidae (Ting, 1979)
    - Asiabradypus (Nessov, 1987)
      - Asiabradypus incompositus (Nessov, 1987)

    - Ernanodon (Ting, 1979)
      - Ernanodon antelios (Ting, 1979)

  - Familie: Escavadodontidae (Rose & Lucas, 2000)
    - Escavadodon (Rose & Lucas, 2000)
      - Escavadodon zygus (Rose & Lucas, 2000)

  - Familie: Metacheiromyidae (Wortman, 1903)
    - Brachianodon (Gunnell & Gingerich, 1993)
      - Brachianodon westorum (Gunnell & Gingerich, 1993)

    - Mylanodon (Secord, 2002)
      - Mylanodon rosei (Secord, 2002)

    - Onderfamilie: Metacheiromyinae (Wortman, 1903)
      - Metacheiromys (Wortman, 1903)
        - Metacheiromys dasypus (Osborn, 1904)
        - Metacheiromys marshi (Wortman, 1903)

      - Palaeanodon (Matthew, 1918)
        - Palaeanodon ignavus (Matthew, 1918)
        - Palaeanodon nievelti (Gingerich, 1989)
        - Palaeanodon parvulus (Matthew, 1918)
        - Palaeanodon sp. [Le Quesnoy] (Gheerbrant, 2005)

    - Onderfamilie: Propalaeanodontinae (Schoch, 1984)
      - Propalaeanodon (Rose, 1979)
        - Palaeanodon parvulus (Rose, 1979)

  - Incertae sedis:
    - Arcticanodon (Rose, 2004)
      - Arcticanodon dawsonae (Rose, 2004)

    - Melaniella (Fox, 1984)
      - †Melaniella timosa (Fox, 1984)